# Regenstauf
Regenstauf település Németországban, azon belül Bajorországban. Lakosainak száma 16 630 fő (2023. december 31.).

## Népesség
A település népessége az elmúlt években az alábbi módon változott:
| Lakosok száma | 1977 | 3519 | 5883 | 12 849 | 15 393 | 15 772 | 16 067 | 16 205 | 16 224 | 16 630 |
|               | 1875 | 1950 | 1975 | 1987   | 2012   | 2014   | 2016   | 2017   | 2021   | 2023   |